# Sapajus cay pallidus
El mono caí yungueño (Sapajus cay pallidus), es una subespecie del Sapajus cay, un primate platirrino del género Sapajus. Esta subespecie es endémica de regiones cálidas del centro de América del Sur.

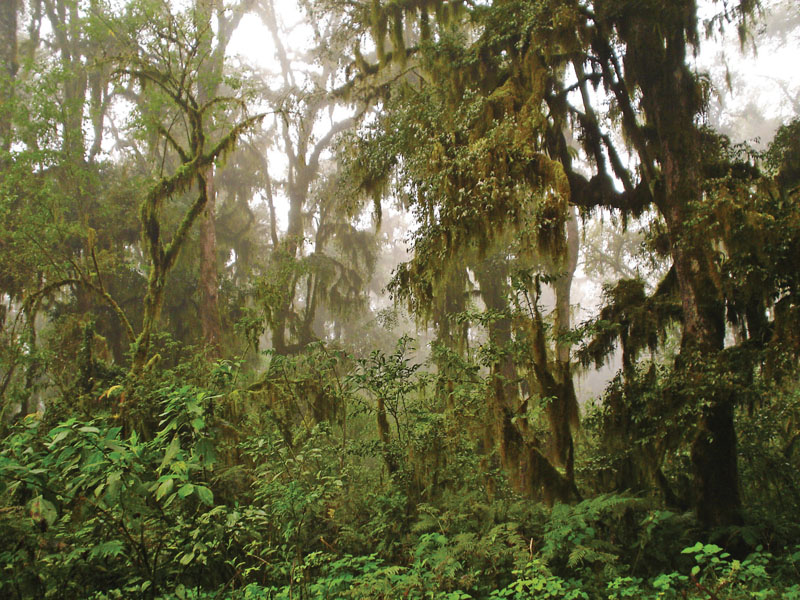
Yungas en la Provincia de Salta, Argentina; el hábitat de esta especie.

## Taxonomía
Este taxón era considerado un integrante del género Cebus y de la especie Cebus libidinosus hoy Sapajus libidinosus, pero en 2011, sobre la base de estudios de ADN se pudo comprobar que ese género estaba separado en dos grupos distanciados genéticamente desde finales del Mioceno, hace 6,2 millones de años atrás, es decir, en la misma época en que los humanos se separaban del tronco de los chimpancés. Como resultado, a 8 especies se las ubicó en el género Sapajus, y las restantes quedaron en el género Cebus. 
También volvió a separar a Sapajus cay de Sapajus libidinosus.

## Localidad tipo
La localidad tipo original es «Bolivia». Ángel Cabrera en 1957 la restringió a: «río Beni, Bolivia».

## Sinonimia
- Cebus libidinosus pallidus Gray, 1866
- Cebus azarae pallidus
- Cebus paraguayanus pallidus
- Cebus apella pallidus
- Cebus cay pallidus

## Características
Son monos pequeños, de unos 45 cm de largo, con una cola prensil que enrollan alrededor de las ramas para ayudarse en el movimiento alrededor de los árboles.  
Es similar a Sapajus cay paraguayanus pero es más claro en su coloración general —pálido—, y difiere en la forma de las partes oscuras, las que son marrón-castañas. Los antebrazos, manos, y pies son de color negro, pero con algunos pelos de color gris-blanquecino mezclados. Posee una mancha pequeña en la corona negruzca o marrón, a menudo con una cresta corta lateral o una cresta a cada lado.

### Diferencias entre las subespecies
Los adultos de S. c. paraguayanus presentan un único patrón de coloración en su pelaje: son dorsalmente pardos, y ventralmente marrón-rojizo claros.
Los adultos de S. c. pallidus presentan 3 fenotipos. 
- 1. Dorsalmente marrón pálido, y ventralmente marrón-rojizo claro, similar a S. c. paraguayanus. Este patrón está presente tanto en los ejemplares de las yungas argentinas como en los de las yungas del centro de Bolivia.

- 2. Región dorsal marrón grisáceo, y ventralmente marrón rojizo claro, pero lo ventral es más claro que en S. c. paraguayanus. Este patrón está presente solo en los ejemplares de las yungas argentinas.

- 3. Región dorsal rojiza. Este patrón está presente solo en los ejemplares de las yungas del centro de Bolivia.

## Costumbres
Viven en manadas, recorriendo un territorio en busca de alimento: frutos, hojas tiernas, y pequeños animales.

## Hábitats
Es una subespecie típica de las selvas de montaña de las yungas andinas.

## Distribución
Esta subespecie habita en gran parte de Bolivia, el centro del Brasil en especial en el Pantanal, y en las selvas de montaña o yungas del norte argentino, en las provincias de Jujuy , Salta, y Tucumán.
La otra subespecie es: Sapajus cay paraguayanus Fisher, 1829, que se distribuye por el centro del Brasil en el estado de Mato Grosso do Sul, el Paraguay oriental, y pequeños sectores del nordeste de la Argentina; uno de ellos son las selvas en galería del chaco Oriental o húmedo en el Parque nacional Río Pilcomayo, de la provincia de Formosa, y en el extremo oriental de Bolivia.
Está ubicada al oriente de la anterior, en otros biomas y solo unida a la primera en la porción norte de la distribución, estando las poblaciones australes de ambas separadas por 800 km.